# Michail Wassiljewitsch Frunse

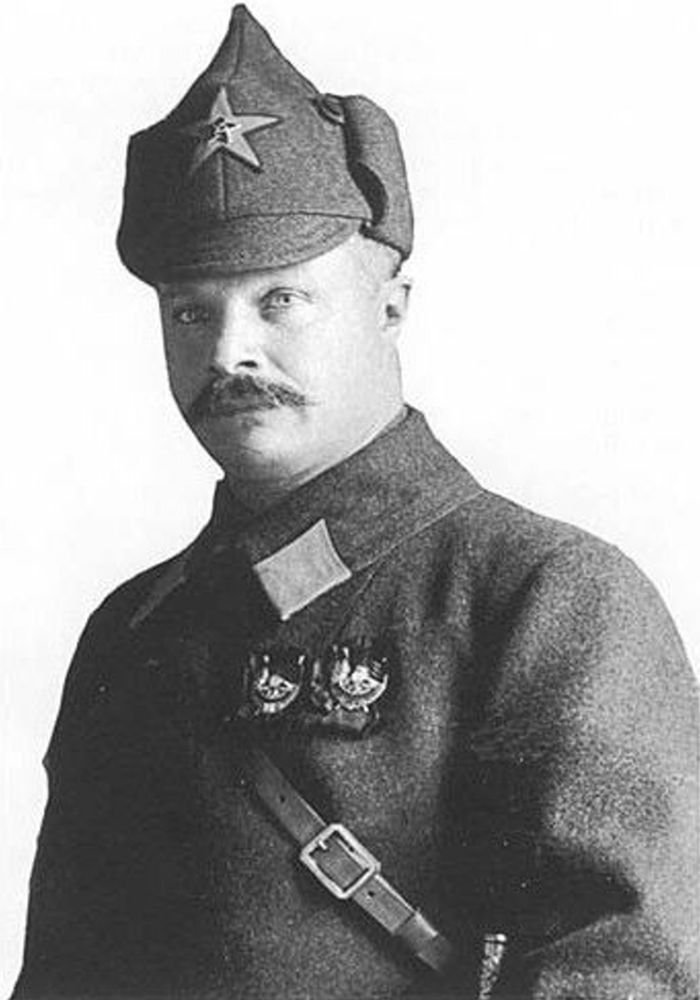
Porträt von Michail Frunse

Michail Wassiljewitsch Frunse (russisch Михаил Васильевич Фрунзе; * 21. Januarjul. / 2. Februar 1885greg. in Bischkek, Gebiet Semirjetschje, Generalgouvernement Turkestan, Russisches Kaiserreich (heute Kirgisistan); † 31. Oktober 1925 in Moskau) war ein sowjetischer Heerführer während des Russischen Bürgerkrieges.

## Leben

### Herkunft und frühe politische Tätigkeit
Der Sohn des aus Bessarabien stammenden rumänischen Bauern Wassili Frunse (1854–1897) schloss sich schon früh Lenin und seinen Bolschewiki an. Seine Mutter Mawra (geb. Botschkarjowa, 1861–1933) stammte aus einer russischen Bauernfamilie aus dem Gouvernement Woronesch. Im Jahr 1904 beendete Frunse in Werny (heute Almaty) das Gymnasium und trat danach in das Petersburger Polytechnische Institut ein. Schon im ersten Jahr seines Studiums war er Mitglied der sozialdemokratischen Bewegung. Er war einer der führenden Köpfe der streikenden Textilarbeiter in Iwanowo während der Russischen Revolution von 1905. Nach der Niederschlagung der Revolution wurde er verhaftet und zum Tode verurteilt, dann jedoch zur lebenslangen Zwangsarbeit begnadigt. Nach zehn Jahren in Sibirien gelang es ihm, nach Tschita zu fliehen. Hier arbeitete er als Redakteur einer bolschewistischen Wochenzeitung.

### Heerführer der Bolschewiki
Während der Februarrevolution 1917 war Frunse Anführer der Bolschewiki in Minsk. Danach stand er an der Spitze des Sowjets in Weißrussland. Nach dem Beginn der Oktoberrevolution mit der Besetzung des Winterpalastes in Sankt Petersburg übernahm er mit 2000 Kämpfern die Macht in Moskau.
In der ersten Jahreshälfte 1918 war Frunse Vorsitzender des Iwanowo-Wosnessensker Komitees der Kommunistischen Partei. Ab August 1918 war er Militärkommissar für das Gebiet Jaroslawl. Von Februar bis Mai 1919 führte er die 4. Rote Armee an der Ostfront des Bürgerkriegs, anschließend vom 19. Juli bis Mitte August 1919 die gesamte Ostfront im östlichen Ural-Gebiet. In diesen Funktionen hatte er mit den ihm unterstellten Truppen entscheidenden Anteil am Sieg über die Weißen Truppen unter Admiral Koltschak.
Vom 15. August 1919 bis 10. September 1920 war er Kommandeur der Turkestanischen Front und dann bis Juli 1920 Mitglied der Kommission des Allrussischen Zentralen Exekutivkomitees und des Rates der Volkskommissare für Turkestan (Oktober 1919 – Juli 1920). Vom 30. August bis 2. September 1920 leitete er die Buchara-Operation und am 27. September 1920 erhielt er das Kommando der Südfront. Er wurde damit Organisator der Vertreibung der weißen Truppen von General Pjotr Wrangel in Nordtaurien und von der Krim. Er bekämpfte die letzten Formationen der Weißgardisten anfangs zusammen mit den Truppen von Nestor Machno, mit dem er im Oktober 1920 ein militärisches Zweckbündnis einging. Nach der Besetzung von Perekop mussten die letzten weißen Truppen von der Krim evakuiert werden, was ihm besondere Popularität in Sowjetrussland einbrachte.
Am 3. Dezember 1920 wurde Frunse vom Revolutionären Militärrat der Ukraine zum bevollmächtigten Militär ernannt und nach der Niederschlagung der Anarchisten unter Machno in das Zentralkomitee sowie danach im Februar 1922 zum stellvertretender Vorsitzenden des Rates der Volkskommissare der Ukrainischen SSR gewählt. Im November 1921 leitete er die mit Atatürk installierte außerordentliche sowjetische Botschaft in Ankara, um diplomatische Beziehungen zur neu begründeten Türkei aufzunehmen. Er war von 1924 bis zu seinem Tod Kandidat des Politbüros. Vom Januar 1925 bis zu seinem Tod war er als Nachfolger Trotzkis Volkskommissar für Armee und Marine sowie Vorsitzender des Revolutionären Kriegsrats, also Oberbefehlshaber der sowjetischen Streitkräfte.
Unter Frunses Leitung fand der Umbau der demobilisierten Roten Armee in eine kombinierte Kader-/Milizarmee seinen Abschluss. Eine mit seinem Namen verbundene Armee-Reform brachte auch das erste für die ganze Sowjetunion gültige Wehrpflichtgesetz vom 18. September 1925. Die Armee wies Mitte der 1920er Jahre einen Friedensstand von rund 560.000 Mann auf. Als Anhänger Sinowjews geriet er im innerkommunistischen Machtkampf in Opposition zu Stalin.

### Tod

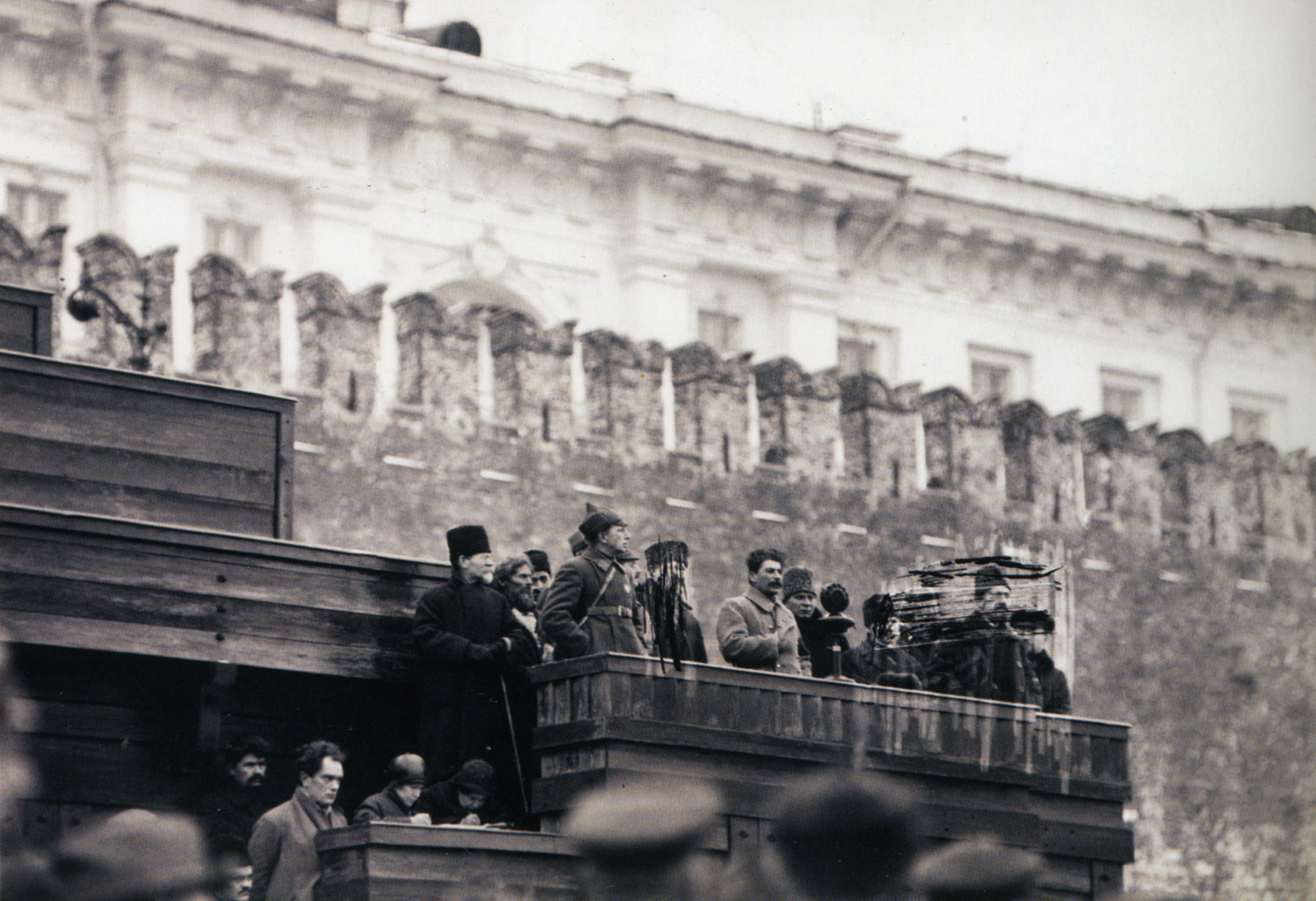
Michail Frunses Beerdigung an der Kreml-Mauer in Moskau. Stalin hält auf dem hölzernen Lenin-Mausoleum die Totenrede für Frunse. (3. November 1925)

Am 31. Oktober 1925 starb er während einer Magenoperation an Herzinsuffizienz. Das vermutete Magengeschwür erwies sich als Narbe eines bereits verheilten Geschwürs. Gerüchte, nach denen ihm im Zuge der Operation auf Geheiß Stalins eine Überdosis von Betäubungsmitteln verabreicht worden sein soll, sind bis heute nicht verstummt. Sie stützen sich auf Aussagen von I. K. Gamburg, die dieser auch in seinem Roman So war das aufgriff. Auch Boris Pilnjak legte diese Version seiner Erzählung Die Geschichte vom nichtausgelöschten Mond (1926) zugrunde. Danach sollen sich Stalin und Mikojan ins Krankenhaus begeben haben, um gegenüber Professor Rosanow auf einer Operation zu bestehen. Frunse selbst schrieb seiner Frau kurz vor der Operation:
„Ich fühle mich jetzt völlig gesund, und es ist sogar etwas komisch, nicht nur zur Operation zu gehen, sondern auch nur daran zu denken. Dennoch wurde sie von zwei Konsilien beschlossen.“
Stalin sagte bei seiner Beisetzung:
„Vielleicht muss es so sein, dass die alten Genossen so leicht und so einfach ins Grab sinken. Leider aber rücken unsere jungen Genossen nicht so leicht und bei weitem nicht so einfach nach, um die alten abzulösen.“
Nach Dmitri Wolkogonow vermuten manche „in diesen Worten einen verborgenen, nur Stalin bekannten Sinn“. Wenn dem so sein sollte, dann erschließt er sich über die Tatsache, dass diese Aussage Stalins deutlich an seine Formulierung im Organisatorischen Bericht des ZK vom 17. April 1923 auf dem XII. Parteitag der KPdSU anknüpft, wo er gesagt hatte:
„Es ist leichter, mit Hilfe der Kavallerie des Genossen Budjonny dieses oder jenes Land zu erobern, als zwei, drei Führer von unten herauf heranzubilden, Menschen, die in Zukunft wahre Führer des Landes werden können.“

### Familie
Michail Frunse hatte mit seiner Ehefrau Sofja (geb. Popowa, später Koltanowskaja; 1890–1926) zwei Kinder. Nach dem frühen Tod der Eltern wuchsen diese zunächst bei Frunses Mutter Mawra auf und wurden 1931 von Kliment Woroschilow – in der Zeit Frunses Nachfolger als sowjetischer Volkskommissar für Verteidigung – adoptiert. Die Tochter Tatjana (1920–2024) wurde Chemikerin, der Sohn Timur (1923–1942) fiel als Militärflieger im Deutsch-Sowjetischen Krieg und wurde postum als Held der Sowjetunion ausgezeichnet.

### Postume Ehrungen

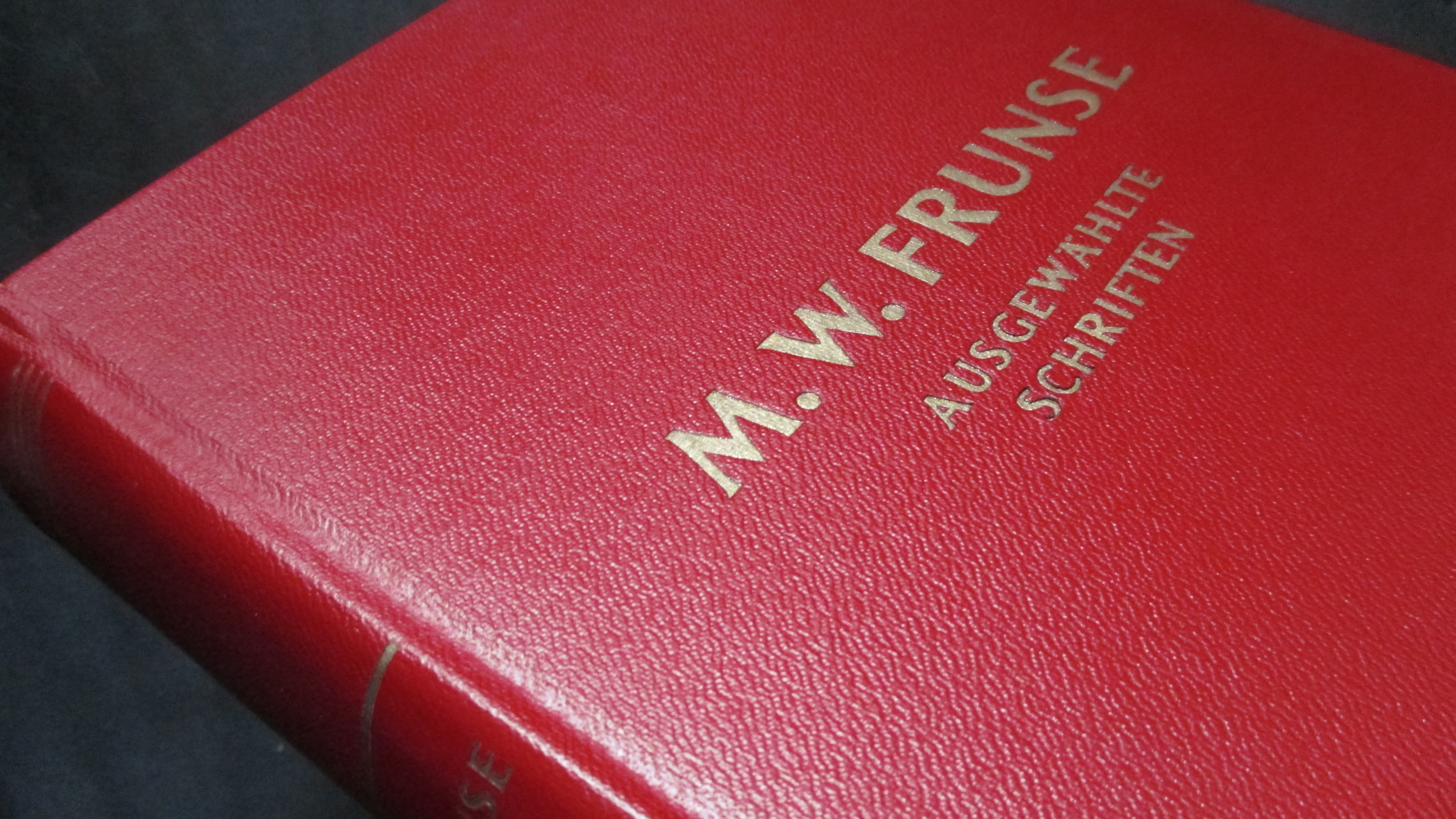
M. W. Frunse – Ausgewählte Schriften

Stalin hielt am 3. November 1925 bei der Beisetzung von Frunse eine Gedenkrede. Diese begann er mit den Worten „Genossen! Ich bin nicht imstande, lange zu sprechen, meine seelische Verfassung lässt es nicht zu.“ Frunse erhielt ein Einzelgrab an der Nekropole an der Kremlmauer. Außer ihm wurden im Laufe des Bestehens der Sowjetunion lediglich elf weitere Personen auf diese Weise geehrt, wobei Frunse zusammen mit Suslow, Budjonny, Schdanow und Dserschinski zur kleinen Gruppe jener in Einzelgräbern bestatteten Personen gehört, die weder Staatsoberhäupter der Sowjetunion noch Generalsekretäre der KPdSU waren.
Frunse zu Ehren wurde 1926 seine Heimatstadt Bischkek in Frunse umbenannt (bis 1991). Auch andere Orte erhielten seinen Namen
Das Ministerium des Innern der DDR veranlasste 1955 die Übersetzung ausgewählter Schriften von Frunse aus dem Militärverlag in Moskau.
Die Militärakademie „M.W. Frunse“ trägt noch heute seinen Namen. Ebenso die im Mai 1957 eröffnete Moskauer Metrostation Frunsenskaja. Auch in Minsk und in St. Petersburg gibt es eine Metrostation mit diesem Namen, zudem sind in mehreren russischen Städten Stadtbezirke (Rajone) nach ihm benannt (siehe Frunsenski rajon). In zahlreichen Städten der ehemaligen Sowjetunion sind zudem Straßen zu Ehren Frunse benannt. Frunses Geburtshaus in Bischkek ist heute Teil des Frunse-Museums.
1985 wurde ein Lenkwaffenkreuzer der Kirow-Klasse nach Frunse benannt. In den 1980er Jahren trug die 17. POS Berlin-Treptow (Baumschulenstraße 79/81) seinen Namen. In Tiraspol existiert ein nach ihm benannter Stadtteil.

## Schriften
- Ausgewählte Schriften. Verlag des Ministeriums des Innern, Berlin 1955 (deutsche Erstausgabe).
- Über sozialistische Landesverteidigung. Militärverlag der Deutschen Demokratischen Republik, Berlin 1977.

## Film und Fernsehen
- Die Entscheidung von Buchara (Kruschenije Emirata, UdSSR 1955, Regie: Wladimir Bassow, Latif Fajsijew, mit Jewgeni Walerianowitsch Samoilow in der Rolle Frunses)